# 최용제
최용제(崔容薺, 1991년 7월 12일 ~ )는 전 KBO 리그 두산 베어스의 포수, 내야수이자, 현 강릉고등학교 야구부의 배터리코치이다.

## 선수 시절

### 두산 베어스시절
2014년에 입단하였다. 2016년 5월 13일 넥센 히어로즈와의 경기에 출전하며 데뷔 첫 경기를 치렀고, 경기에서 3타수 1안타, 1볼넷을 기록했다.

### 상무 야구단시절
2017년에 입단하였다.

### 두산 베어스복귀
2018년에 복귀하였다. 2020년 8월 2일 NC전에서 센스있는 플레이로 결승 득점을 기록했다. 2022년 시즌 후 방출됐고, 은퇴를 선언했다.

## 야구선수 은퇴 후
2024년부터 강릉고등학교 야구부의 배터리코치로 활동한다.

## 출신 학교
- 서울도곡초등학교
- 이수중학교
- 덕수고등학교(전학) → 광주진흥고등학교
- 홍익대학교

## 통산 기록
| 연도 | 팀명  | 타율  | 경기 | 타수 | 득점 | 안타 | 2루타 | 3루타 | 홈런 | 루타 | 타점 | 도루 | 도실 | 볼넷 | 사구 | 삼진 | 병살 | 실책 |
| ---- | ----- | ----- | ---- | ---- | ---- | ---- | ----- | ----- | ---- | ---- | ---- | ---- | ---- | ---- | ---- | ---- | ---- | ---- |
| 2016 | 두산  | 0.222 | 4    | 9    | 0    | 2    | 0     | 0     | 0    | 2    | 1    | 0    | 0    | 1    | 0    | 2    | 1    | 0    |
| 2020 | 두산  | 0.295 | 28   | 44   | 9    | 13   | 0     | 1     | 0    | 15   | 9    | 0    | 0    | 4    | 0    | 8    | 2    | 3    |
| 2021 | 두산  | 0.279 | 79   | 104  | 7    | 29   | 3     | 0     | 0    | 32   | 15   | 0    | 0    | 11   | 2    | 21   | 0    | 4    |
| 2022 | 두산  | -     | 1    | 0    | 0    | 0    | 0     | 0     | 0    | 0    | 0    | 0    | 0    | 0    | 1    | 0    | 0    | 0    |
| 통산 | 4시즌 | 0.280 | 112  | 157  | 16   | 44   | 3     | 1     | 0    | 49   | 25   | 0    | 0    | 16   | 3    | 31   | 3    | 7    |